# Zagarolo
Zagarolo är en ort och kommun i storstadsregionen Rom, innan 2015 provinsen Rom, i regionen Lazio i Italien. Kommunen hade 18 081 invånare (2018) och gränsar till kommunerna Gallicano nel Lazio, Monte Compatri, Palestrina, Rom och San Cesareo.
Zagarolo är beläget 8 km väster om Palestrina. I stadsporten till Zagarolo Vecchio är talrika romerska reliefer och arkitekturfragment från kejsartiden inmurade.
Katedralen San Pietro Apostolo uppfördes mellan 1717 och 1722. Kupolen är ritad av Nicola Michetti.